# Músculs semiespinosos
Els músculs semiespinosos (musculus semispinalis) són un dels grups musculars que formen part del gran conjunt muscular del múscul transvers espinós. Està format per tres músculs diferenciats:
- Múscul semiespinós del cap.
- Múscul semiespinós cervical.
- Múscul semiespinós dorsal.

El múscul semiespinós del cap està situat a la part superior i posterior del coll, més profundament que l'espleni i medial al múscul dorsal llarg del coll i del cap.
El múscul semiespinós cervical s'origina en les apòfisis transversals de les cinc o sis vèrtebres dorsals superior (D1-D6) i s'insereix en les apòfisis espinoses cervicals.
El múscul semiespinós dorsal s'origina en les apòfisis transverses de la sisena a la desena vèrtebra dorsal (D6-D10), i s'insereix en les apòfisis espinoses de les quatre primeres vèrtebres dorsals (D1-D4) i les dues darreres cervicals (C6-C7).